# 한국실업근대5종연맹
한국실업근대5종연맹(韓國實業近代五種聯盟, Korea Industry Modern Pentathlon Federation, KIMPF)은 대한민국의 세미프로 근대5종을 관할하는 스포츠 행정 기구이다.

## 같이 보기
- 대한근대5종연맹
- 한국학생근대5종연맹